# Kamenín
Kamenín est une commune du district de Nové Zámky, dans la région de Nitra, en Slovaquie.

## Histoire
La première mention écrite du village date de 1183.

## Démographie

### Évolution de la population
| Année:               | 1994. | 2004.   | 2014.   | 2024.   |
| -------------------- | ----- | ------- | ------- | ------- |
| Nombre de personnes: | 1540  | 1502    | 1487    | 1438    |
| Différence:          |       | -2,46 % | -0,99 % | -3,29 % |

| Année:               | 2023. | 2024.   |
| -------------------- | ----- | ------- |
| Nombre de personnes: | 1450  | 1438    |
| Différence:          |       | -0,82 % |